# Dubravnicai csata
A dubravnicai csata más néven a paracíni csata 1381-ben - mások szerint 1380-ban - zajlott a Dubravnica folyó mentén, Paracín település közelében a Szerb Királyság és az Oszmán Birodalom között. A szerb csapatok parancsnoka Crep Vukoslavić volt, az oszmán hadak parancsnoka ismeretlen.
A csata a szerb hadak győzelmével ért véget. A két sereg nagysága és veszteségeik ismeretlenek. Ez a csata volt az első komolyabb összeütközés az Oszmán Birodalom és a Szerb Királyság, amely I. Lázár szerb cár uralma alatt történt

## Fordítás
- Ez a szócikk részben vagy egészben  a   Schlacht bei Dubravnica című német Wikipédia-szócikk fordításán alapul.  Az eredeti cikk szerkesztőit annak laptörténete sorolja fel. Ez a jelzés csupán a megfogalmazás eredetét és a szerzői jogokat jelzi, nem szolgál a cikkben szereplő információk forrásmegjelöléseként.